# Mangelia costulata
Mangelia costulata é uma espécie de gastrópode da família Mangeliidae.

## Distribuição
Esta espécie é pode ser encontrada nas águas europeias e no mar Mediterrâneo.